# Flip Flappers: Fantazja vs. świat
Flip Flappers: Fantazja vs. świat (jap. フリップフラッパーズ Furippu furappāzu) – serial anime wyprodukowany przez Studio 3Hz, emitowany od października do grudnia 2016. W Polsce serial jest nadawany na antenie 2x2 od kwietnia 2017.

## Fabuła
Cocona to pozornie zwyczajna gimnazjalistka, która prowadzi normalne życie u boku swojej babci. Gdy zastanawia się, jaką ścieżkę kariery powinna obrać w przyszłości, poznaje energiczną, a zarazem ekscentryczną dziewczynę imieniem Papika, która od razu okazuje nią zainteresowanie. Bez wahania wciąga ją do organizacji o nazwie Flip Flap.
Organizacja ta specjalizuje się w pozyskiwaniu tajemniczych, amorficznych fragmentów, które podobno spełniają życzenia z różnych alternatywnych wymiarów znanych jako Fantasmagoria. Po ukończeniu swojej pierwszej misji Cocona i Papika zostają natychmiast wysłane do innego świata w Fantasmagorii. Gdy niebezpieczne stworzenie zaczyna je śledzić, używają swoich fragmentów, by przemienić się w czarodziejki – Cocona w Pure Blade, a Papika w Pure Barrier.
Jednak gdy próbują pokonać stojące przed nimi stworzenie, do akcji wkraczają trzy inne czarodziejki z konkurencyjnej organizacji, które zabijają stworzenie i zabierają amorficzny fragment pozostawiony w jego ciele. Zrozumiawszy potencjalną rywalizację między nimi a konkurencyjną organizacją oraz istotami żyjącymi w Fantasmagorii, Cocona i Papika muszą nauczyć się współpracować i zsynchronizować swoje emocje, aby móc skuteczniej się przemieniać.

## Bohaterowie

### Główni
- Cocona (jap. ココナ Kokona)

Seiyū: Minami Takahashi (japoński), Katarzyna Pietras (polski)
- Papika (jap. パピカ)

Seiyū: M.A.O (japoński), Oliwia Dymowska (polski)
- Yayaka (jap. ヤヤカ)

Seiyū: Ayaka Ōhashi (japoński), Dagmara Niemiec (polski)

### Flip Flap
- Salt (jap. ソルト Soruto)

Seiyū: Kenjirō Tsuda (japoński), Paweł Werpachowski (polski)
- Hidaka (jap. ヒダカ)

Seiyū: Jun Fukushima (japoński), Dariusz Kosmowski (polski)
- Sayuri (jap. サユリ)

Seiyū: Yōko Hikasa (japoński), Patrycja Chrzanowska (polski)
- TT-392

Seiyū: Kazuyuki Okitsu (japoński), Paweł Werpachowski (polski)

### Asklepios
- Toto (jap. トト)

Seiyū: Sayaka Inoue (japoński), Dariusz Kosmowski (polski)
- Yuyu (jap. ユユ)

Seiyū: Airi Toshino (japoński), Patrycja Chrzanowska (polski)
- Nyunyu (jap. ニュニュ)

Seiyū: Marika Kōno 

### Inni
- Uexküll (jap. ユクスキュル Yukusukyuru)

Seiyū: Michiyo Murase (japoński), Marta Czarkowska (polski)
- Iroha Irodori (jap. 彩 いろは Irodori Iroha)

Seiyū:  Saori Ōnishi 
- Babcia Cocony (jap. ココナのおばあちゃん Kokona no obā-chan)

Seiyū: Tamie Kubota (japoński), Katarzyna Traczyńska (polski)
- Mimi (jap. ミミ)

Seiyū: Ai Kayano (japoński), Gracja Niedźwiedź (polski)

## Produkcja i wydanie
13-odcinkowy telewizyjny serial anime był emitowany w Japonii od 6 października do 29 grudnia 2016. Seria została wyprodukowana przez Studio 3Hz, reżyserią zajął się Kiyotaka Oshiyama, scenariusz napisała Yuniko Ayana, postacie zaprojektował Takashi Kojima, a za muzykę odpowiada To-Mas. Motywem otwierającym jest „Serendipity” autorstwa Zaq, natomiast końcowym „Flip Flap Flip Flap” w wykonaniu To-Mas feat. Chima.
W Polsce serial emitowany jest na antenie 2x2 od 29 kwietnia 2017. Za opracowanie polskiego dubbingu odpowiada Studio PDK.